# Sonus Networks
Sonus Networks, Inc.  est un fournisseur d'équipements de communication basés sur SIP, comprenant la VoIP, la vidéo et les communications unifiées via des réseaux IP.
Avant sa fusion avec Genband la société était cotée NASDAQ avec le code SONS.

## Historique
Sonus est fondée le 7 août 1997, et entre en bourse le 25 mai 2000.
En janvier 2001, Sonus procède au rachat de l'entreprise Telecom Technologies, Inc. fondée par Anousheh Ansari. Sonus intègre par la suite la technologie INtelligentIP dans son offre.
En mars 2004, Sonus Networks annonce qu'il va revoir ses résultats financiers de 2002 et 2003 parce que les recettes sont mal affectées. En juin 2004, Sonus Networks annonce revoir ses résultats financiers historiques pour 2001, 2002 et les trois premiers trimestres de l'exercice 2003, à la suite de son audit de contrôle.
En août 2012, Sonus acquiert Network Equipment Technologies, Inc. pour 1,35 $ par action, soit environ 42 millions de dollars. L'acquisition complète leur ligne SBC avec le NET UX series qui gère les technologies de communications unifiées SIP à base de  SIP trunck.
Le 13 décembre 2013, Sonus et Performance Technology concluent un accord de fusion définitif, avec rachat de Performance Technology à 3,75 $ par action en numéraire, soit environ 30 millions de dollars.
En 2017 Sonus et Genband fusionnent et la nouvelle entité prend le nom de Ribbon Communications. 